# جزر ليوارد
جزر ليوارد  (بالإنجليزية: Leeward Islands)‏ هي مجموعة من الجزر في جزر الهند الغربية. تقع في شمال سلسلة جزر الأنتيل الصغرى. تبدأ الجزر من شرق بورتوريكو وتصل جنوبا إلى دومينيكا.

## قائمة جزر ليوارد
تتألف جزر ليوارد من الشمال الغربي باتجاه الجنوب الشرقي:
- جزر العذراء الإسبانية: فيكويس، كوليبرا (الولايات المتحدة)
- جزر العذراء الأمريكية: سانت توماس، سانت جون، سانت كروا، جزيرة ووتر (الولايات المتحدة)
- جزر العذراء البريطانية: جوست فان دايك، تورتولا، فيرجن غوردا، إنغادا (المملكة المتحدة)
- أنغويلا (المملكة المتحدة)
- سانت مارتن (فرنسا/هولندا)
- سان بارتيلمي (فرنسا)
- سابا (هلوندا)
- سينت أوستاتيوس (هولندا)
- سانت كيتس (تشكل دولة ذات سيادة (دولة عضو بالكومنولث تحت التبعية الملكية البريطانية) مع نيفيس: انظر نيفيس)
- نيفيس (كومنولث: انظر سانت كيتس)
- باربودا (كومنولث: انظر أنتيغوا)
- أنتيغوا (تشكل دولة ذات سيادة (نطاق كومنولث) مع باربودا)
- ريدوندا (جزء غير مأهول من أنتيغوا وباربودا: انظر للأعلى)
- مونتسرات (المملكة المتحدة)
- غوادلوب (منطقة فرنسية ما وراء البحار)
- لا ديزيراد (تبعية لمنطفة غوادلوب الفرنسية)
- إيل دي سانت (تبعية لمنطقة غوادلوب الفرنسية)
- ماري-غالانت (تبعية لمنطقة غوادلوب الفرنسية)